# Dokumentstyrningsmodell
En dokumentstyrningsmodell innebär upprättande av en schematisk beskrivning av hur en informationshantering bör se ut för att  möjliggöra återsökning. Dokumenthantering och styrning av denna har beskrivits på olika sätt i litteraturen .

## Styrningsmodellen
Dokumentstyrningsmodellen består av fem byggstenar som tillsammans håller informationsflödet vid liv
- Dokumentstyrning. Dokumentflödet styrs med fördel redan vid tillkomst för lättare hantering av den information som skapas under processens gång.
- Arkivredovisning. Att informationen hamnar rätt i arkivet när den inte längre behövs i den dagliga verksamheten. Arkivredovisningen består av tre delar: Arkivbeskrivningen ger överblick över verksamhetens historik och organisation och hur informationen hanteras.Klassificeringsstrukturen med processbeskrivningar redovisar vilken information som skapas inom verksamhetens processer. Arkivförteckningen beskriver hur och var informationen bevaras.
- Informationsvärdering. Vad organisationen inte behöver och vad som ska bevaras. Myndigheters skyldighet att värdera sin information står inskriven i arkivlagen och hos dem ingår detta som en del av en gallringsutredning.
- Förvaring.
- Ärendehantering. Rätt rutiner vid ärendehantering resulterar i att rätt dokument skapas. Ärendehanteringen kan i vissa fall underlättas av ett diarieföringssystem.